# Grand Prix automobile de France 1970
Le Grand Prix de France de Formule 1 1970 eut lieu sur le circuit de Charade à Saint-Genès-Champanelle le 5 juillet. Il fut remporté par le pilote autrichien Jochen Rindt avec 7 secondes d'avance sur le Néo-zélandais Chris Amon. 

## Classement
| Pos  | N° | Pilote               | Écurie             | Tours | Temps/Abandon      | Grille | Points |
| ---- | -- | -------------------- | ------------------ | ----- | ------------------ | ------ | ------ |
| 1    | 6  | Jochen Rindt         | Lotus-Ford         | 38    | 1 h 55 min 57 s 00 | 6      | 9      |
| 2    | 14 | Chris Amon           | March-Ford         | 38    | + 7 s 61           | 3      | 6      |
| 3    | 23 | Jack Brabham         | Brabham-Ford       | 38    | + 44 s 83          | 5      | 4      |
| 4    | 19 | Denny Hulme          | McLaren-Ford       | 38    | + 45 s 66          | 7      | 3      |
| 5    | 20 | Henri Pescarolo      | Matra              | 38    | + 1 min 19 s 42    | 8      | 2      |
| 6    | 32 | Dan Gurney           | McLaren-Ford       | 38    | + 1 min 19 s 65    | 17     | 1      |
| 7    | 22 | Rolf Stommelen       | Brabham-Ford       | 38    | + 2 min 20 s 16    | 14     |        |
| 8    | 7  | John Miles           | Lotus-Ford         | 38    | + 2 min 47 s 17    | 18     |        |
| 9    | 1  | Jackie Stewart       | March-Ford         | 38    | + 3 min 09 s 61    | 4      |        |
| 10   | 8  | Graham Hill          | Lotus-Ford         | 37    | + 1 tour           | 20     |        |
| 11   | 2  | François Cevert      | March-Ford         | 37    | + 1 tour           | 13     |        |
| 12   | 4  | George Eaton         | BRM                | 36    | + 2 tours          | 19     |        |
| 13   | 21 | Jean-Pierre Beltoise | Matra              | 35    | Panne d'essence    | 2      |        |
| 14   | 11 | Ignazio Giunti       | Ferrari            | 35    | + 3 tours          | 11     |        |
| Nc   | 16 | Andrea de Adamich    | McLaren-Alfa Romeo | 29    | Non classé         | 15     |        |
| Abd. | 12 | Jo Siffert           | March-Ford         | 23    | Accident           | 16     |        |
| Abd. | 18 | Ronnie Peterson      | March-Ford         | 17    | Différentiel       | 9      |        |
| Abd. | 10 | Jacky Ickx           | Ferrari            | 16    | Moteur             | 1      |        |
| Abd. | 3  | Pedro Rodriguez      | BRM                | 6     | Boîte de vitesses  | 10     |        |
| Abd. | 5  | Jackie Oliver        | BRM                | 5     | Moteur             | 12     |        |
| Nq.  | 24 | Silvio Moser         | Bellasi-Ford       |       | Non qualifié       |        |        |
| Nq.  | 9  | Alex Soler-Roig      | Lotus-Ford         |       | Non qualifié       |        |        |
| Nq.  | 25 | Pete Lovely          | Lotus-Ford         |       | Non qualifié       |        |        |

Légende :
- Abd.=Abandon

## Pole position et record du tour
- Pole position : Jacky Ickx en 2 min 58 s 22 (vitesse moyenne : 162,709 km/h).
- Tour le plus rapide : Jack Brabham en 3 min 00 s 75 au 29e tour (vitesse moyenne : 160,432 km/h).

## Tours en tête
- Jacky Ickx 14 (1-14)
- Jean-Pierre Beltoise 11 (15-25)
- Jochen Rindt 13 (26-38)

## À noter
- 4e victoire pour Jochen Rindt.
- 39e victoire pour Lotus en tant que constructeur.
- 31e victoire pour Ford Cosworth en tant que motoriste.
- Épreuve initialement programmée sur le circuit d'Albi, finalement organisée sur le circuit de Charade en raison des difficultés financières rencontrées par les organisateurs tarnais[1].